# Darren Boyd
Darren John Boyd, född 30 januari 1971 i Hastings, East Sussex är en brittisk skådespelare. Han slog igenom som komediaktör i serierna Kiss me Kate och Smack the Pony, men har även spelat dramatiska roller. Han porträtterade John Cleese i TV-filmen Holy Flying Circus 2011.

## Filmografi i urval
- 1998–2000 – Kiss me Kate (TV-serie)
- 1999–2003 – Garva här! (TV-serie)
- 2001 – Blackmail
- 2002–2003 – Se upp för Ellie (TV-serie)
- 2005 – Imagine Me & You
- 2008 – Little Dorrit (TV-serie)
- 2010 – Whites (TV-serie)
- 2010 – Luther (TV-serie)
- 2011–2012 – Spy (TV-serie)
- 2013 – The World's End
- 2014 – Veep (TV-serie) (ett avsnitt)
- 2015 – Fortitude (TV-serie)
- 2015 – The Delivery Man (TV-serie)
- 2016 – Bridget Jones's Baby
- 2018 – Killing Eve (TV-serie)